# Осман Ахмедоглу
Осман Ахмедоглу (азерб. Osman Əhmədoğlu, 1948, Кешало, Марнеульский муниципалитет — 18 марта 2020) — грузинский поэт-публицист, общественный деятель, председатель Союза ашугов Грузии.

## Биография
Родился в 1948 году в селе Кешало Марнеульского муниципалитета. Окончил 8-летнюю среднюю школу в родном селе и среднюю школу в соседнем селе Капанахчи.
После окончания средней школы учился на филологическом факультете Азербайджанского государственного университета (1968-1973). В течение 10 лет работал учителем в средней школе родного села Кешали, работал на различных должностях в отделе культуры Борчалинского района. Являлся председателем Союза ашугов Грузии.
Умер 18 марта 2020 года.

## Творчество
Свою творческую деятельность начал рано. Его первое стихотворение было опубликовано в районной газете, когда он был школьником. Его стихи и публицистические произведения публиковались в газетах «Гюрджюстан», «Азербайджанская молодежь», «Восточные ворота», «Чешме», альманахе «Дан удулзду» и журнале «Азербайджан», а также в периодических изданиях под подписями «Осман Кесали», «Осман Эфенди», «Дарвиш Осман». В последние годы выступал под именем «Осман Ахмедоглу». Первая книга стихов под названием «Горящий очаг в Борчалы» была издана в 1989 году издательством «Язычи».